# Arey Ksat
Arey Ksat (tiếng Khmer: អរិយក្សត្រ) là một thành phố (krong) trực thuộc tỉnh Kandal của Campuchia, thành lập tháng 12 năm 2022. Hiện tượng đô thị mở rộng từ Phnom Penh giúp cho khu vực phía bắc này của Kandal được đô thị hóa nhanh chóng những năm gần đây.
Arey Ksat được thành lập trên cơ sở 6 xã của Khsach Kandal và 5 xã của Leva Em. Tỉnh Kandal còn một thành phố nữa là Ta Khmau.